# Proyecto de restauración de El Cairo Histórico

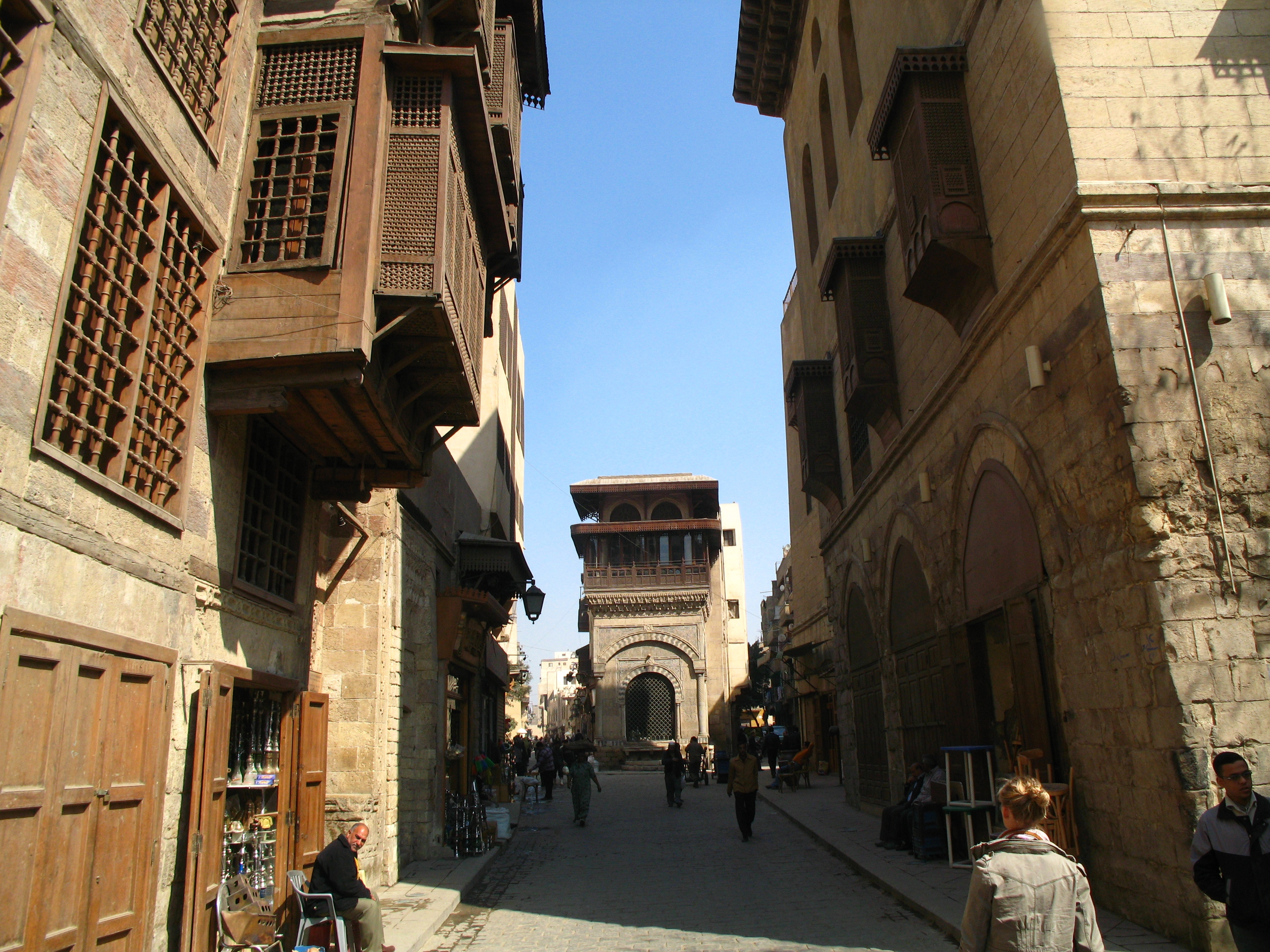
Vista actual de los monumentos del período mameluco y otomano en la era fatimí de al-Qahira.

El Proyecto de Restauración de El Cairo Histórico ( HCRP ) es un esfuerzo de los gobiernos de Egipto y de la ciudad de El Cairo para restaurar y renovar El Cairo Histórico islámico medieval . Al-Qahira (El Cairo) fue oficialmente fundada en 969 CE por los califas de fatamí como capital imperial y ciudad amurallada, justo al norte de la capital anterior Fustat. El proyecto tiene dos partes: la reconstrucción de la zona histórica y la restauración de sus monumentos.

## Concepto
El Proyecto de Restauración de El Cairo histórico, es un proyecto iniciado por los gobiernos de Egipto y la ciudad de El Cairo. La intención principal del proyecto es crear nuevos museos en una secuencia de sitios históricos en un distrito de museos al aire libre, que será ampliamente accesible tanto para los ciudadanos de El Cairo como para los turistas. El proyecto se centra actualmente en la restauración de monumentos históricos de la época medieval de Fatamí en El Cairo (969 CE - 1250 CE). El número de posibles monumentos históricos se estima entre 450 y 630 estructuras.
Según el Ministerio de Cultura, el plan de HCRP es «transformar toda el área en un museo al aire libre». El HCRP se está enfocando primero en este distrito de artes islámicas para ser parte del Museo Sin Fronteras. Este es un museo organizado por la Unión Europea, y el proyecto del área de Fatimí formará parte de su programa Euromed Heritage , "Arte islámico en el Mediterráneo ".

### Proyectos
Un concepto principal del proyecto es presentar los sitios históricos reales como las principales exhibiciones de este museo al aire libre al proporcionar extensos recursos de información y catálogos en el lugar en cada uno de ellos. Por lo tanto, los visitantes podrán experimentar verdaderamente la cultura y la historia del Egipto medieval al ver las estructuras y los sitios mientras aprenden al mismo tiempo más sobre ellos a partir de los recursos en el sitio.
Como parte de este proyecto, para aumentar la accesibilidad de los peatones, hay planes para crear un camino pavimentado a lo largo de al-Muizz li-Din Allah, el principal camino ceremonial de El Cairo fatimí. También hay planes para demoler estructuras vernáculas adyacentes menos significativas para crear grandes entornos de jardín alrededor de los puntos de referencia.

## Críticas

### Contexto medieval

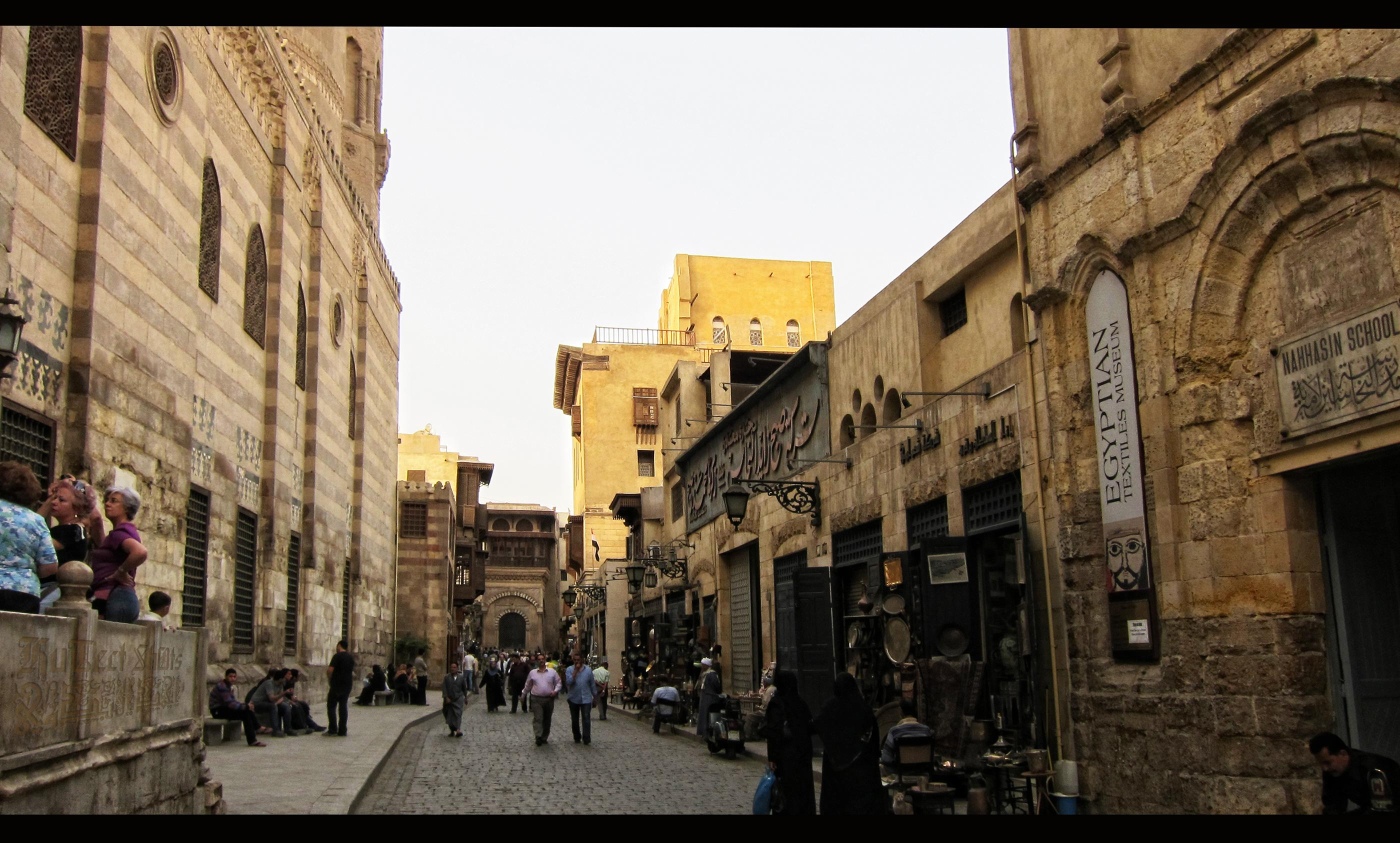
Una sección del sitio principal del proyecto «HCRP», calle y edificios de la Calle Al-Muizz.

El HCRP ha emitido muchos planes, que se han encontrado con la resistencia de algunos ciudadanos de El Cairo. Por ejemplo, los planes para crear jardines y pasarelas son vistos por algunos como un asalto al diseño original medieval y denso y al "«tejido urbano»" de El Cairo fatimí que disminuye el valor histórico de los sitios. El razonamiento es que en El Cairo medieval, el contexto de un edificio estaba determinado por su relación con los edificios vecinos. Los edificios y monumentos de importancia fueron construidos intencionalmente adyacentes a los convencionales, para transmitir y mejorar su alto nivel y prestigio. Es esta agrupación urbana y yuxtaposición lo que realmente da a los edificios emblemáticos un contexto y un significado auténticos para que los visitantes puedan experimentar. Algunos ciudadados piensan que al eliminar este contexto de los edificios, el HCRP está disminuyendo el valor y la comprensión histórica de sus sitios de patrimonio.
Algunos expertos en conservación de la arquitectura han afirmado que el HCRP ha utilizado materiales de construcción incorrectos en su trabajo de conservación. Otros expertos en conservación afirman que la intervención masiva e inmediata de puntos de referencia, a pesar de los errores inevitables, ha detenido la amenaza de que muchos, simplemente, desaparezcan.

### Financiamiento
Algunos residentes de El Cairo histórico también se han vuelto sospechosos con los motivos del HCRP, cuestionando si el proyecto realmente tiene preservación histórica e interpretación como su verdadera intención primaria. Algunos creen que el turismo y el comercio son, en cambio, la razón principal para la creación y financiación del proyecto. La gran cantidad de gastos necesarios para el proyecto previsto también se ha convertido en un punto de controversia, con algunas estimaciones tan altas como $ 350 millones. Algunos residentes creen que el costo masivo de crear un museo al aire libre y restaurar sus puntos de referencia se gastaría mejor para otras necesidades sociales y económicas públicas locales.